# レジェンダリー・エンターテインメント
レジェンダリー・エンターテインメント（Legendary Entertainment, LLC）は、2000年にトーマス・タルが設立した、カリフォルニア州バーバンクを拠点とするアメリカ合衆国の映画製作・マスメディア企業。ワーナー・ブラザース・ピクチャーズ、ユニバーサル・ピクチャーズ、パラマウント・ピクチャーズ、Netflixなどと共同で事業を行っている。2016年以降、中国のコングロマリットである万達グループの子会社となり、2022年には米国の投資会社アポロが少数株を取得した。そして2024年にレジェンダリーは万達の持ち株を買い取り、レジェンダリーとアポロが対等な所有者となった。

## 歴史
トーマス・タルは、プライベート・エクイティ・ファームから5億ドルを調達した後、レジェンダリー・エンタテインメントを設立した。この会社は、大手映画製作会社と、ABRYパートナーズ、AIGダイレクト・インベストメント、バンク・オブ・アメリカ・キャピタル・インベスターズ、コロンビア・キャピタル、ファルコン・インベストメント・アドバイザーズ、M/Cヴェンチャー・パートナーズなどのウォール街の大手プライベート・エクイティやヘッジファンドの投資家とを組み合わせた最初の会社の一つである。レジェンダリー・ピクチャーズ・インクは、2000年にカリフォルニア州で法人化され、2005年にはワーナー・ブラザースと、7年間で最大40本の映画を共同製作し、共同出資する契約を結んだ。2010年、タル、フィデリティ・インベストメンツ、フォートレス・インベストメント・グループの3社は、当初の投資家の株式をすべて買い取った。この買収には、オレンジスカイ・ゴールデン・ハーベスト・エンターテインメントによる2,500万ドルの投資も含まれていた。この買収により、タルは筆頭株主となり、会社の運営をより容易に指揮できるようになった。その後、ゴールデン・ハーベストは、同社の株式を3,000万ドルで売却した。2011年には、アクセル・パートナーズが4,000万ドル相当の株式を購入し、アクセル・パートナーズのパートナーであるジム・ブレイヤーが同社の取締役に就任した。同年、同社の評価額は10億ドルを超えたと報じられた。2011年9月、COOのジョン・ジャシュニが、新たに社長に就任した。2012年12月、ワッデル＆リードはレジェンダリーの株式の約20％を4億4300万ドルで購入した。
2013年7月、レジェンダリーは、ユニバーサル・ピクチャーズとの間で、レジェンダリーがワーナー・ブラザースと結んでいた同様の契約が終了した2014年から5年間、レジェンダリーの映画のマーケティング、共同出資、配給を行うことで合意した。2014年10月、ソフトバンクはレジェンダリーの株式を2億5,000万ドル購入し、10％の株式を取得した。この取引により、同社の総資産は約30億ドルに増加した。
2014年にレジェンダリーは、ESPNの『30 for 30』やミニシリーズ『ケネディ家の人びと』を制作したテレビ制作会社アサイラム・エンターテインメントを1億ドルで買収したが、アサイラム・エンターテインメントは別会社として運営を続ける。
2016年1月11日、中国のコングロマリットである万達集団は、レジェンダリー・エンタテインメントを35億ドルで買収する契約を株主と締結したことを発表し、中国企業によるアメリカのメディア企業の買収としては最大規模となった。
2017年1月17日、タルがレジェンダリー・エンタテインメントのCEOを退任したことが発表された。後任には、万達の文化産業グループの上級副社長であるジャック・ガオが暫定CEOとして就任した。
2017年10月17日、高氏がレジェンダリー・エンタテインメントと万達・グループの役職から退いたことが報じられた。この辞任は、万達の王健林会長がその年の初めに、万達が「国の要請に積極的に応える」ために、投資対象を中国国内市場に再集中させると発表したことによるもの。これは、中国政府が万達集団の海外事業への融資を中国の銀行に禁止し、万達集団の海外買収計画を阻止しようとした結果だと考えられる。
2017年12月5日、ジョシュア・グロウデがレジェンダリー・エンタテインメントのCEOに就任したことが発表された。
レジェンダリー・ピクチャーズとユニバーサル・スタジオの配給契約は2018年に終了し、ワーナー・ブラザース・ピクチャーズに戻ることが新たに合意された。
2020年12月、レジェンダリー・エンタテインメント、出資者、バックエンド契約を結んでいるタレントたちが、ワーナーメディアのマルチリリース計画と透明性のない意図に満足していないと報じられた。レジェンダリーは、マルチリリースの決定について事前に通知を受けておらず、『DUNE/デューン 砂の惑星』や『ゴジラvsコング』の配給方法についても発言権を与えられていなかった。レジェンダリーは、ワーナー・ブラザースと、より寛大な契約について協議する予定だったが、法的措置も検討された。その数週間後、ワーナー・ブラザースがNetflixの2億5000万ドルの入札額に匹敵する場合に限り、この作品がHBO Maxでの公開を維持できると報じられた。2021年1月、レジェンダリーとワーナーメディアが本作の同時公開を維持することで合意に近づき、法的な争いが回避されたことが報じられた。
2021年4月30日、ライオンツリー・アドバイザーズを雇い、SPACとの合併、買収、パートナー探しなど、可能性のある取引を検討した。2021年7月22日、レジェンダリーはSPACではなく合併を模索していることが発表された。